# Zweiter Kongokrieg
Der Zweite Kongokrieg fand von 1998 bis 2003 auf dem Gebiet der Demokratischen Republik Kongo statt. Mehrere untereinander zerstrittene Rebellengruppen versuchten, die Regierung in Kinshasa zu stürzen, die selbst erst 1997 im ersten Kongokrieg an die Macht gekommen war. Beide Seiten wurden massiv von mehreren anderen afrikanischen Staaten unterstützt. 1999 wurde ein Waffenstillstand vereinbart, der aber erst ab 2001 tatsächlich eingehalten wurde. Nach weiteren langen Verhandlungen wurde 2002 ein Friedensvertrag unterzeichnet, und 2003 nahm eine Allparteienregierung ihre Arbeit auf, die 2006 freie Wahlen durchführte.
Im Kongo wurde der Krieg von Regierungsseite als „Angriffskrieg“ (französisch guerre d'aggression) bzw. „Besatzungskrieg“ (französisch guerre d'occupation) bezeichnet, von den Rebellen wurde er „Berichtigungskrieg“ (französisch guerre de rectification) genannt. Aufgrund der Verwicklung zahlreicher afrikanischer Staaten war international auch die Bezeichnung „Afrikanischer Weltkrieg“ oder „Afrikas (erster) Weltkrieg“ in Gebrauch.
Die genaue Zahl der Kriegsopfer ist unbekannt: Hochrechnungen gehen vage von mehr als drei Millionen Toten infolge des Kriegs aus, wobei nur eine kleine Minderheit davon tatsächlich Gewaltopfer waren. Unter der Annahme, dass die Hochrechnungen die Wirklichkeit korrekt abbilden, wäre der Zweite Kongokrieg der blutigste Krieg seit dem Koreakrieg und dem Vietnamkrieg.
Der Friedensvertrag von 2002 und die Wahlen von 2006 beendeten die Konflikte im Kongo nicht. Bereits seit 1994 findet in den Ostprovinzen Kivu und Ituri ein vom ersten und zweiten Kongokrieg weitgehend unabhängiger Milizenkrieg statt, der im Friedensvertrag nicht berücksichtigt wurde. Dieser Konflikt eskalierte 2007 zum dritten Kongokrieg, der 2009 beigelegt wurde, dennoch dauert der bewaffnete Konflikt im Ostkongo in verminderter Form bis heute (2025) an.

## Vorgeschichte

### Innere und äußere Unzufriedenheit mit Kabila
Bereits einige Zeit nach der Machtübernahme Laurent-Désiré Kabilas am 17. Mai 1997 im Zuge des Ersten Kongokrieges mehrte sich sowohl innerhalb als auch außerhalb der Grenzen der DRK die Unzufriedenheit mit der neuen Regierung. Auf globaler Ebene stand Kabila über seine gesamte Amtszeit hinweg in einem Dauerkonflikt mit den Vereinten Nationen, welche (unter anderem) Vorwürfe klären wollten, wonach Teile von Kabilas AFDL (Alliance des Forces Démocratiques pour la Libération du Congo-Zaïre) während und unmittelbar nach dem Ersten Kongokrieg systematisch Massaker gegen Angehörige der Hutu verübt hätten.
Kabila versuchte immer wieder, Untersuchungen in dieser Sache zu behindern, was neben diplomatischen Verstimmungen und Kritik in der eigenen Bevölkerung insbesondere auch den Rückbehalt dringend benötigter Geldmittel durch ausländische Geldgeber zur Folge hatte.
Innenpolitisch blieb er entgegen anfänglichen Hoffnungen, die Machtübernahme der AFDL würde zugleich die Abkehr von Mobutus autoritärem Herrschaftsstil markieren, die versprochenen, weitreichenden demokratischen Reformen schuldig. Stattdessen ließ die politische Entwicklung für viele Beobachter Züge einer Fortsetzung der Mobutu’schen Kleptokratie erkennen. So erließ die Regierung beispielsweise im Mai 1997 ein Verbot sämtlicher oppositionspolitischer Aktivitäten und öffentlicher Demonstrationen in der Hauptstadt; zudem wurde regierungskritische Berichterstattung unter Strafe gestellt. Gleichzeitig blieben wirtschaftspolitische Anstrengungen der Regierung weitgehend erfolglos. Es gelang nicht, die prekäre ökonomische Situation – weitgehend ein Relikt aus jahrzehntelanger Misswirtschaft unter Mobutu – merklich zu verbessern. Dies wiederum trug zu der zunehmenden Erosion der präsidialen Machtbasis bei, von der Kabilas gesamte Amtszeit durchzogen war.

### Umgang mit den Kivu-Provinzen und Verhältnis zu Ruanda
Präsident Kabila befand sich in einem kontinuierlichen Spannungsverhältnis zwischen der Honorierung ruandischer Interessen und denjenigen der eigenen Bevölkerung. Besonders in den östlichen Kivu-Provinzen sahen ihn viele als verlängerten Arm Ruandas, was sie zum Widerstand gegen die Regierung veranlasste. Dabei konnten sie beispielsweise auf die fortbestehende ruandische Truppenpräsenz im Land verweisen, die die Kabila-Regierung Ruanda (und auch Uganda) sogar vertraglich zugesichert hatte; ferner auch auf den Einsatz mehrerer hochrangiger Ruander in strategisch wichtigen Posten, konkret zum Beispiel die Berufungen von James Kabarebe als Generalstabschef und von Jackson Nzinza als Sicherheitschef, die zuvor der Republikanischen Garde bzw. dem Geheimdienst Ruandas vorgestanden hatten. Auch in der Hauptstadt wurden vermehrt Stimmen laut, die dem militärischen Einfluss Ruandas kritisch gegenüberstanden.
Für Kabila stellt sich eine Lossagung von Ruanda allerdings als äußerst schwierig dar (abgesehen davon, dass sie ihm zunächst auch nicht notwendig erschien). Dem Präsidenten fehlte von Beginn an eine nennenswerte politische oder militärische Machtbasis, weshalb er auf ausländische Militärs als Machtgaranten angewiesen war. Gleichzeitig hatte Ruanda selbst ein starkes Interesse an der Befriedung der Ostprovinzen und der Eindämmung von Übergriffen durch Interahamwe-(Hutu-)Milizionäre und Ex-FAR-Kräfte (Mitglieder der ehemaligen Hutu-Armee Ruandas – Forces Armées Rwandaises) auf kongolesische wie ruandische Tutsi, zumal mit Kabilas Installation im Ersten Kongokrieg gerade auch dieses Ziel bezweckt werden sollte. Denn seit der Niederlage der ruandischen Hutu-Führung gegen die Ruandische Patriotische Front (RPF) im Sommer 1994, die den Völkermord in Ruanda beendete, zogen etwa eine Million Hutu in die benachbarten Kivuprovinzen, wo sie sich in Flüchtlingscamps zusammenfanden, organisierten und Angriffe auf Tutsi sowie grenzübergreifende Anschläge gegen ruandische Ziele verübten. Kabila musste insofern beständig befürchten, dass Ruanda ihm die Unterstützung entzieht und selbst in den Ostprovinzen interveniert. In der Tat behielt sich Präsident Kagame eine solche Möglichkeit stets vor und spielte darauf sogar öffentlich an.

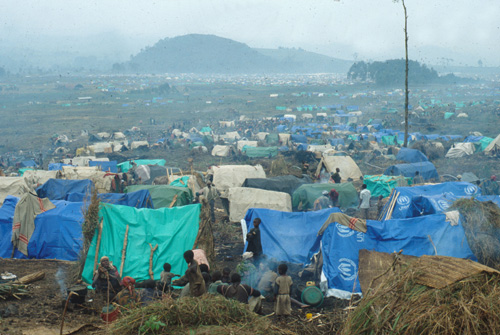
Hutu-Flüchtlingscamp in der Nähe von Goma an der ruandischen Grenze (1994)

Hinzu trat, dass es in den Kivus fortwährende Konflikte zwischen den Tutsi-Teilen der kongolesischen Armee FAC (Forces Armées Congolaise) und der einheimischen Bevölkerung gab, die sich am herrischen Auftreten der Soldaten entzündeten; so versahen diese zum Beispiel die (übrige) kongolesische Bevölkerung vielfach mit abfälligen Bezeichnungen, begingen kriminelle Handlungen und weigerten sich, traditionelle Stammesführer zu respektieren. Beteiligt hieran waren neben den ruandischen RPA-Truppen auch Angehörige der Banyamulenge, die in den Kivus große Teile der FAC ausmachten. Hierdurch vermengte sich der Nationalitätskonflikt zugleich mit einem ethnischen, indem sich den Banyamulenge und RPA-Soldaten – teilweise unterstützt von Soldaten der burundischen Armee – (Hutu-)Interahamwe-Milizionäre und Ex-FAR-Truppen entgegenstellten. Eine Verschärfung erfuhren diese Konflikte durch die Gründung bzw. Reaktivierung zahlreicher Mai-Mai-Milizengruppen in den beiden Kivu-Provinzen, die sich ebenfalls gegen die wahrgenommene „Kolonialisierung“ durch Ruanda zur Wehr setzten und immer wieder Anschläge gegen ruandische und FAC-Soldaten verübten (die kongolesische Armee stand zu dieser Zeit eng an der Seite Ruandas); auch waren sie für die heftigen Angriffe auf Bukavu im Dezember 1997 verantwortlich. Die fortgesetzten Zusammenstöße veranlassten tausende Tutsi aus Nordkivu zur Flucht über die Ostgrenze nach Ruanda. Dies wiederum beförderte zwischen Ende 1997 und Anfang 1998 sowohl grenzübergreifende Angriffe hutu-naher Milizen aus den Kivu-Provinzen, als auch Angriffe auf die Flüchtlingscamps der Tutsi in Ruanda durch Soldaten der (ruandischen) Armee.
Hierdurch verschärfte sich auch die ohnehin schon äußerst angespannte sicherheitspolitische Lage im Westen Ruandas. Denn im Gefolge der Angriffe von AFDL-Sympathisanten und der ruandischen Armee auf ostkongolesische Hutu-Camps im Ersten Kongokrieg drängten mehrere Hunderttausend ruandische Flüchtlinge, die während und nach dem Ruandischen Völkermord ihre Heimat gen Westen verlassen hatten, zurück nach Ruanda, darunter auch etwa 10.000 bis 15.000 Ex-FAR/Interahamwe-Einheiten. Die aufgrund der seit 1994 fortwährenden grenzübergreifenden Angriffe ohnehin schwierige sicherheitspolitische Lage eskalierte damit auf eine noch höhere Stufe. Im Nordwesten Ruandas kam es durch die Rückkehr der Hutu-Bevölkerung nach Ansicht einiger Beobachter gar zu einem faktischen Wiederaufleben des Ruandischen Bürgerkrieges, wenn auch die Machtverhältnisse infolge der Regierungsübernahme der Tutsi nunmehr vertauscht waren.

### Reaktionen Kabilas
Im Kongo breitete sich gegen Ende 1997 mehr und mehr eine gegen die Tutsi gerichtete Stimmung aus, was Kabila zunehmend in Bedrängnis brachte. Dieser wurde auch in der Machtverteilung innerhalb der AFDL und der Regierung Rechnung getragen. In der AFDL, die ursprünglich von starken Einflüssen der Tutsi bzw. Ruandas und Ugandas geprägt gewesen war, kam es, unter anderem auf starkes Betreiben von Kabila, zu einem Machtzugewinn von Angehörigen der Luba-Katanga, einer schwerpunktmäßig im Norden der Provinz Katanga angesiedelten ethnischen Gruppe, der Kabila auch selbst angehörte.
Diese Entwicklung manifestierte sich schließlich auch in der Regierung. Kabila, der mehrfach Provokationen gegenüber seinen ehemaligen Verbündeten Uganda und Ruanda verlauten ließ, beispielsweise indem er und sein Wirtschaftsminister ihnen eine Beteiligung an der Ausbeutung natürlicher Ressourcen unterstellte, sah sich in Anbetracht der heftigen Kritik durch seine politischen Gegner im Juni 1998 zu einer – erneuten – Regierungsumbildung veranlasst, in deren Zuge nahezu alle Tutsi aus der Regierung entfernt wurden. eine Transformation mit ähnlicher Zielsetzung war auf Führungsebene der AFDL bereits Ende 1997 vollzogen worden, wobei der Einfluss der Kabila-geführten PRP verstärkt worden war. Ebenfalls im Juni wies Kabila Offiziere im Osten an, gefangen genommene Ex-FAR-Soldaten in eine Militärbasis im Süden zu überführen, wo sie schließlich freigelassen und in die kongolesische Armee integriert werden sollten. Auf ruandischer Seite wurde dieser mehr oder weniger verzweifelte Versuch, doch noch eine funktionsfähige Armee zusammenzustellen, als offener Affront aufgefasst, da Ruanda seine Sicherheit gerade durch die Ex-FAR-Soldaten gefährdet sah und das Land im Kongo zugleich über keine ausreichende Truppenstärke verfügte, um einen nennenswerten inneren Gegenpol zu bilden.
Tatsächlich hatte man sich auf der Seite Ruandas bereits ab Anfang 1998 vermehrt von Kabila distanziert. Beispielsweise weigerte sich Ruanda (ebenso wie Uganda), an der Jubiläumsfeier des AFDL-Sieges über Mobutu im Mai 1998 teilzunehmen; überdies scheiterte noch im selben Monat auch ein von der Kabila-Regierung einberufenes Treffen an der Abwesenheit Ugandas und Ruandas. Im Juni schließlich wurde der Kabila-Administration von der ruandischen Regierung vorgeworfen, selbst Interahamwe auszubilden. Im Juli 1998 brach Kabila endgültig mit seinen ruandischen Alliierten: Er entließ zunächst, möglicherweise aus Angst vor einem unmittelbar bevorstehenden Putsch, den Generalstabschef James Kabarebe (vordem Chef des ruandischen Geheimdienstes) und forderte schließlich am 27. Juli über sein Verteidigungsministerium sämtliche noch im Land stationierten ruandischen Truppen (sowie alle anderen ausländischen Soldaten) zum Rückzug auf.

## Kriegsverlauf

### Kriegsbeginn (August 1998)
Wenn auch die Entscheidung zur Ausweisung der ausländischen und insbesondere der ruandischen RPA-Truppen in der kongolesischen Bevölkerung weitgehend auf Zuspruch traf, kam es in der Folgezeit zu erheblichen Verwerfungen in den Ostprovinzen. Am 2. August 1998, knapp eine Woche nach Kabilas Abzugsaufforderung an Ruanda, erklärte die in Goma stationierte 10. Brigade der kongolesischen Armee (bestehend hauptsächlich aus Banyamulenge), ihre Abwendung von Präsident Kabila. Ihr Kommandant ließ im Rundfunk verlautbaren, dass man die Vetternwirtschaft und Korruption unter Kabila verurteile und die Armee zu der Entscheidung gelangt sei, den Präsidenten zu entmachten; Goma fiel hernach ohne größere Kampfhandlungen den Rebellen zu. Ein in Bukavu stationierter Truppenverband schloss sich dem am darauffolgenden Tag an und verkündete seinerseits, die lokalen Machthaber nicht mehr länger anzuerkennen. Die Eskalation beschränkte sich allerdings nicht auf die Kivu-Provinzen. Auch in Kinshasa kam es zu Feuergefechten, woraufhin eine mehrtägige nächtliche Ausgangssperre verhängt wurde; in Kisangani wurde ebenfalls von Auseinandersetzungen berichtet. Bereits nach einigen Tagen waren die strategisch wichtigen Städte Bukavu und Goma unter der Kontrolle der Rebellen, ebenso Uvira, wo die Kämpfe am 4. August begannen.
Die virale Ausbreitungsgeschwindigkeit der Rebellion war nicht zuletzt der zentralen Rolle von James Kabarebe, einem der Anführer, geschuldet, der durch seine Tätigkeit als Armeekommandant im Kongo zum einen über erhebliche strategische Kenntnisse verfügte, zum anderen aber bereits in dieser Position loyale Einheiten im Osten bewaffnet hatte (zum Beispiel in Bukavu und Goma), sodass er nach seiner Abberufung durch Kabila (siehe oben) diese nur noch anweisen musste, sich gegen die Regierung zu richten. Gérard Prunier weist mit anekdotischer Evidenz zudem darauf hin, dass Kabarebe insbesondere die 10. Brigade in den Monaten vor Kriegsbeginn bereits derart ethnisch umgebaut hat, dass sie dem späteren Ansinnen einer Rebellenkampagne eher positiv entgegenstehen würde.
Am 3. August beschuldigte die Regierung im staatlichen Fernsehen „einflussreiche ausländische Offiziere“, die die Angriffe bereits lange Zeit geplant hätten, und versuchte daraufhin, die Rebellion als Versuch der Tutsi darzustellen, einen Sonderstatus zu erlangen; wenige Tage später sprach Kabila auf einer Demonstration sogar davon, die Tutsi wollten ein eigenes Reich gründen. Radio- und Fernsehstationen verlasen Kommuniqués der Regierung, in denen den Tutsi kollektiv eine Zusammenarbeit mit dem ruandischen Militär und den Rebellen unterstellt wurde; fortan lancierten Kabilas Sicherheitsdienste und andere Gegner der Rebellen eine Kampagne gegen Tutsi, Banyamulenge und Personen ruandischer Abstammung im Allgemeinen. Währenddessen weiteten sich die Kämpfe rasch aus. Entgegen anfänglichen Erklärungen ruandischer Offizieller waren spätestens ab dem 3.–4. August auch ruandische RPA-Soldaten involviert, die über die Grenze im Osten ins Land kamen und stark zur Einnahme Bukavus und Gomas beitrugen.
Ab dem 4. August erstreckten sich die Aktivitäten der Kabila-Gegner auch auf den Westen des Kongo. Ugandische und ruandische Truppen kaperten unter der Führung von Kabarebe („Commander James“) im rebellenkontrollierten Goma im Osten ein Passagierflugzeug, um Elitesoldaten – zusammengesetzt aus ruandischen, ugandischen und möglicherweise auch kongolesischen Streitkräften – in die Kleinstadt Kitona in der Provinz Bas-Congo an der Atlantikküste zu befördern. In deren Militärbasis gelang es ihnen, mehrere Tausend ehemalige Soldaten der Mobutu-Armee – Tatjana Carajanis und Herbert Weiss sprechen von 10.000–15.000 –, die dort unter Kabila zur „Umerziehung“ untergebracht wurden, für ihren Aufstand gegen die Regierung in Kinshasa zu gewinnen. Die Strategie, die eröffnete Westfront durch Truppentransfers aus dem Osten mittels Flugzeugen zu unterstützen („Kitona airlift“), fand über die gesamte Anfangsphase des Konflikts Anwendung.
In den folgenden Tagen zogen die Rebellen nach Osten in Richtung Kinshasa. Dabei nahmen sie mehrere Städte ein, unter anderem Matadi, insbesondere aber am 13. August die 140 Kilometer südwestlich von Kinshasa gelegenen Inga-Staudämme, durch deren Kontrolle es ihnen möglich wurde, die Stromversorgung in der Hauptstadt zu unterbrechen und somit zugleich die Wasserversorgungssysteme der Stadt zusammenbrechen zu lassen. In Kinshasa, wo Kabila bereits Tage zuvor die Tötung sämtlicher bewaffneter Tutsi angeordnet hatte und die Regierung weiter gegen die Tutsi hetzte, kam es infolge der nun drohenden Versorgungskrise zu einer erheblichen Verschärfung der Auseinandersetzungen. Ob Präsident Kabila selbst zum Zeitpunkt der Versorgungsausfälle bereits die Hauptstadt verlassen hatte, um in seine Heimatstadt Lubumbashi zu fliehen, oder erst durch die Versorgungskrise dazu bewogen wurde, ist strittig. Parallel dazu organisierten sich in Kinshasa so genannte Selbstverteidigungsmilizen (Forces d'autodéfense populaire), in denen sich insbesondere viele junge Kongolesen zusammenschlossen. Sie umfassten zeitweise bis zu 20.000 Mann und gingen in Kinshasa an der Seite loyaler FAC-Soldaten brutal gegen in der Hauptstadt ansässige Ruander und Tutsi vor. Die Mobilisierung von Freiwilligen als Erweiterung der schwachen militärischen Basis wurde so auch in anderen Regionen praktiziert.

### Gründung der RCD und Eingreifen durch Simbabwe und Angola

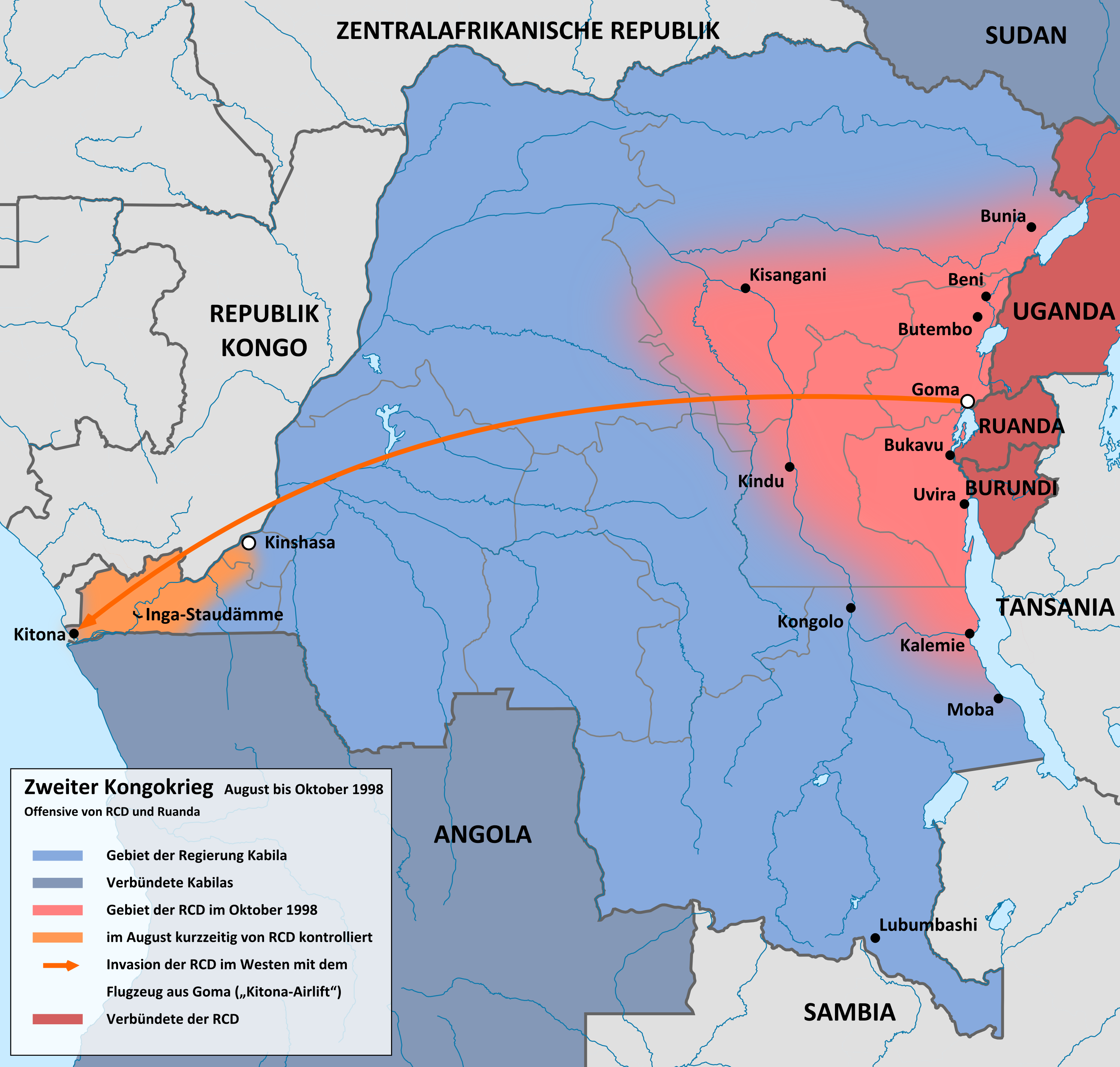
Machtbereich und Offensive der RCD zu Beginn des Krieges

Die Rebellen rückten im Westen rasch vor und konnten auch im Osten weitere Erfolge verbuchen. Ausgangspunkt im Osten war weiterhin das Gebiet um Goma und Bukavu, wo sich ruandische Truppen zusammenzogen, die sich entgegen der Abzugsanweisung durch Kabila am 27. Juli noch im Land befanden. In der zweiten Woche der Kämpfe fielen Beni und Butembu an der ugandischen Grenze, am 12. August schließlich – unterstützt durch ugandische Truppenverbände – nach heftigen Kämpfen mit eingeflogenen Regierungstruppen auch Bunia. Unterdessen wurde die Bevölkerung im staatlichen Radio zur Waffengewalt gegen Tutsi aufgerufen.
Am 12. August traten die Rebellen unter dem Namen Rassemblement Congolais pour la Démocratie (RCD) an die Öffentlichkeit. Am 17. August legten sie ihre Organisationsstruktur offen: Als Vorsitzender wurde der lange Zeit in Tansania und den USA als Historiker lehrende Ernest Wamba dia Wamba gewählt, sein Stellvertreter wurde Moïse Nyarugabo, ein früheres Regierungsmitglied. Zudem gab es einen Exekutivrat bestehend je zur Hälfte aus zivilen und militärischen Mitgliedern, ferner sieben Verwaltungsbereiche, beispielsweise für Außenpolitik, Kommunikation und Finanzen. Die Führungsebene der RCD war äußerst heterogen und eine Mischung aus ehemaligen Mobutu-Anhängern, die versuchten, an die Macht zurückzukehren, Tutsi, die zuvor an der Seite Kabilas gekämpft hatten, vom Präsidenten dann aber enttäuscht waren, radikalen Linken (wie auch der Vorsitzende Wamba) sowie klassischen Vertretern ruandischer Interessen (wie beispielsweise Nyarugabo). Der Einfluss Ruandas war dabei (entgegen anfänglicher, gegenteiliger Beteuerungen der ruandischen Regierung) unübersehbar: Die Führung der RCD wurde von der ruandischen Regierung zusammengestellt, Kigali versorgte sie mit Räumlichkeiten und Ausrüstung und die „Rebellion“ war militärisch bereits seit mehr als einer Woche im Gange, als die RCD in Erscheinung trat. Zugleich mussten sämtliche größere Ausgaben der RCD von Ruanda bewilligt werden; militärische Aktionen standen grundsätzlich unter Führung ruandischer Militärs.
Währenddessen warb Kabila in den ersten Wochen nach Beginn der Rebellion aktiv im Ausland um Unterstützung für seine Regierung und führte dabei unter anderem Gespräche mit Namibia, Angola und Kuba. Eine Wendung erfuhr der Konflikt durch das Eingreifen Simbabwes auf Seiten der kongolesischen Regierung. Bereits im Vorfeld eines multilateralen Zusammentreffens zur Lage im Kongo kündigte das Verteidigungsministerium am 6. August an, „grundsätzlich“ zu militärischer Unterstützung für die kongolesische Regierung bereit zu sein, woraufhin wenige Tage später auch Präsident Robert Mugabe seine Bereitschaft zur Unterstützung erklärte. Ein entsprechender Beschluss wurde schließlich am 18. August bei einem von Mugabe einberufenen Treffen der Südafrikanischen Entwicklungsgemeinschaft (SADC) gefasst. Darin wurde gegen den Widerstand einer Gruppe um Südafrika, das militärische Mittel (zu diesem Zeitpunkt) strikt ablehnte, der kongolesischen Regierung sowohl materielle als auch personelle Unterstützung zugesagt. Angola bestätigte diesen Beschluss am darauffolgenden Tag – in deutlicher Abkehr von der Position während des Ersten Kongokrieges, als die angolanische Regierung noch die Gegner Mobutus unterstützt hatte – über das Verteidigungsministerium. Tags darauf landeten die ersten 400 simbabwischen Truppen in Kinshasa. Namibia stellte keine nennenswerten Truppenkontingente, versorgte Angola und Simbabwe aber mit Waffen. Am 21. August griff Angola in das Geschehen ein, indem mehrere Tausend FAA-Soldaten (Forças Armadas Angolanas) mit Panzern, Kampfhelikoptern (vor allem Mi-17, Mi-24 und Mi-25) und MiG-23-Kampfflugzeugen unter heftigem Artilleriebeschuss die Grenze überquerten. Im Ergebnis wurde so strategisch versucht, die rasch in Richtung Kinshasa vorstoßenden Rebellen von beiden Seiten einzugrenzen: aus südwestlicher Richtung durch die FAA-Truppen, die die Versorgungssysteme der Rebellen nach und nach attackierten, aus Richtung Kinshasa durch simbabwische (und ebenfalls einige angolanische) Soldaten. Unterdessen erzielten die Rebellen im Osten mit der Einnahme Kisanganis am 23. und Kalemies am 26. August zwei strategisch bedeutsame Erfolge.
Angolanische Truppen konnten bereits in den ersten Tagen Boma, Muanda und Kitona zurückerobern. Von diesen Militärerfolgen gestärkt kehrte Kabila daraufhin etwa am 25. August nach Kinshasa zurück. Einen Tag später begannen die von Ruanda unterstützten Rebellen einen Angriff auf die Hauptstadt. Sie erreichten zunächst ihr Ziel, den Flughafen Ndjili einzunehmen, kurz darauf brach die Militärkampagne aber unter simbabwischem Artilleriefeuer zusammen; Teile der Rebellen wurden von Bewohnern Kinshasas – insbesondere auch von den Selbstverteidigungsmilizen, die in Erwartung der Rebellen Patrouillen liefen – aufgegriffen, durch die Stadt getrieben und lebendig verbrannt. Einige der überlebenden Rebellen und Soldaten flohen nach Angola in UNITA-kontrollierte Gebiete, von wo aus sie in den darauffolgenden Monaten von der ugandischen Luftwaffe ausgeflogen wurden. Kurze Zeit später fielen der Regierungsseite auch wieder Matadi und die Inga-Staudämme zu.

### Eingreifen weiterer Unterstützer und Verlagerung auf die Ost-Provinzen (bis Ende 1998)
Auch wenn die Rebellen nicht die Kontrolle über Kinshasa übernehmen konnten, blieb die Situation in der Hauptstadt auch in den folgenden Monaten angespannt. Eine Nahrungsmittelkrise in Kinshasa, die daraus resultierte, dass wichtige Transportwege abgeschnitten waren, veranlasste das Welternährungsprogramm der Vereinten Nationen zur Einrichtung einer Luftbrücke zwischen Kongo-Brazzaville und der Stadt; die Krise hielt noch bis Anfang Dezember an. Unterdessen blieben Friedensbemühungen – deren Ernsthaftigkeit allerdings von einigen Kommentatoren ohnehin bestritten wird – erfolglos; ein bei einem ersten gemeinsamen Treffen der konfliktbeteiligten Staaten in Victoria Falls am 7. September vereinbarter Waffenstillstand wurde bereits am folgenden Tag mit dem Beschuss Kalemies durch angolanisches Militär wieder gebrochen und war ohnehin ohne jedes Mitspracherecht der Rebellen geschlossen worden, sodass die Erfolgschancen früh in Zweifel standen. Auf Seiten der Rebellen kam es indes nach dem Eingreifen von Kabilas Alliierten zu einem Machtverlust in den anfänglich gewonnenen Westgebieten, die zunehmend wieder der Regierungsseite zufielen. Infolgedessen richteten die RCD und ihre Unterstützer ihren Fokus nunmehr auf den kongolesischen Osten, dessen zentrale strategische Punkte weiter unter ihrer Kontrolle standen. Auch dort kam es jedoch zunächst zu Rückschlägen.
Anders als noch im Ersten Kongokrieg solidarisierten sich Mai-Mai-Milizen, Interahamwe-Milizionäre und Ex-FAR-Truppen mit Kabila und unterstützten diesen in den Ostprovinzen; besonders in den Kivu-Provinzen stellten sie den Großteil der Kräfte auf Kabilas Seite. Kabila integrierte die Interahamwe/Ex-FAR in ethnisch homogene Bataillone in seiner Armee. Die Mai Mai waren selbst in Gruppen organisiert und unterstützten die Regierungskoalition in den strategisch an Bedeutung gewinnenden Kivuprovinzen im Osten; Kabila versorgte sie mit Waffen und setzte ihre Anführer in ranghohen Positionen in der FAC-Hierarchie ein.
Ausgangspunkt der Gegenkampagne der Regierung war spätestens Mitte September die Hauptstadt der Provinz Maniema, Kindu, von wo aus Luftangriffe gegen die Rebellen ausgingen. Aus dem Sudan wurden währenddessen zur Unterstützung der Kabila-Truppen etwa 2.000 Soldaten in die Stadt entsandt, wobei strittig ist, ob es sich dabei um Truppen der (tutsi-dominierten) sudanesischen Armee oder um andere Kräfte, zum Beispiel Interahamwe, handelte. Angola, Simbabwe und Nigeria hielten sich ihrerseits lange Zeit aus dem Osten zurück; erst nachdem Kindu am 12. Oktober von den Rebellen erobert wurde, sahen auch sie sich zur Intervention an der östlichen Front veranlasst. Der Sudan und Libyen arbeiteten gegen Mitte September aktiv auf eine militärische Partizipation des Tschad auf der Seite Kabilas hin, die am 18. September mit dem Transport eines ersten 1.000 Mann starken Truppenkontingents in den Nordosten des Kongo eine erste Umsetzung erfuhr. Die tutsi-dominierte burundische Armee begann Mitte September, zur Unterstützung der Rebellen Truppenkontingente zu stellen, die sich bis Ende November auf etwa 3.000 beziffern ließen.
Gegen Ende September sicherten auf einem Treffen neun Regierungen, darunter diejenige von Kongo-Brazzavilles sowie der Zentralafrikanischen Republik, Kabila ihre Unterstützung zu. Kabila konnte zudem auf die Mai Mai und Interahamwe als Unterstützer setzen. Bis Oktober vergrößerte Simbabwe seine Truppenstärke im Kongo auf etwa 5.000, Namibia seine auf etwa 2.000 und auch Angola weitete seine Präsenz personell aus. Über den Oktober hinweg konnten sowohl Rebellen als auch die Kabila-Koalition Städte in den Ostprovinzen einnehmen. Infolge der zunehmenden Erfolge der Kabila-Gegner in den Ostprovinzen, verlagerten auch Kabilas Unterstützer ihr Engagement zunehmend in den Osten. Um den 12. Oktober übernahmen die Rebellen nach mehrtägigen Kampfhandlungen die Hauptstadt der Provinz Maniema, Kindu, dem durch seine Lage vor der Grenze zur rohstoffreichen Katanga-Provinz im Südosten und dem wichtigsten Diamantenfördergebiet des Landes, Mbuji-Mayi – in den Worten Gérard Pruniers das einzige noch der Regierung verbliebene Gebiet, das Kinshasa nennenswerte Erträge einbrachte –, große strategische Bedeutung zukommt. Beteiligt an den Kämpfen um Kindu waren auf Regierungsseite insbesondere Ex-FAR, Interahamwe sowie von der sudanesischen Armee eingeflogene ugandische Guerilla-Kämpfer, und auch auf der Seite der Opposition weniger Kongolesen als vielmehr Ugander und Ruander. François Ngolet berichtet davon, dass die Einnahme Kindus in der Hauptstadt Panik ausgelöst habe und Kabila sogleich damit begonnen habe, verstärkt junge Männer als Soldaten anzuwerben.
Ein mehrtägiges Friedensgespräch Ende Oktober 1998 in Lusaka blieb ohne Resultat. Auch von der Regierung gingen Bemühungen aus, weitere Soldaten anzuwerben. Insbesondere in der Provinz Katanga rekrutierten lokale Machthaber eine Vielzahl von jungen Männern in Selbstverteidigungsmilizen, wobei sie in Kauf nahmen, dass dieser Schritt zu einer Destabilisierung an anderer Stelle führte, richtete sich der Waffengebrauch dieser neuen Milizionäre doch vielfach gegen Angehörige anderer Ethnien. Mitte bis Ende November eroberten die Rebellen die katangischen Städte Moba und Kongolo; im Dezember schließlich Nyunzu und Pweto an der sambischen Grenze, womit die Rebellen gegen Ende 1998 bereits einen erheblichen Teil der Katanga-Provinz unter ihrer Kontrolle hatten. Ende November begann Simbabwe seine lange im Voraus angekündigte militärische Großoffensive im Osten des Landes; erschwert wurde die Lage für Kabila gleichwohl durch die fehlende Motivation der simbabwischen Truppen, welche ihren Ausdruck mithin in der kollektiven Verweigerung zur Fortführung der Kampfhandlungen fand.

### Gründung des MLC und Spaltung der RCD (Ende 1998 bis Mitte 1999)

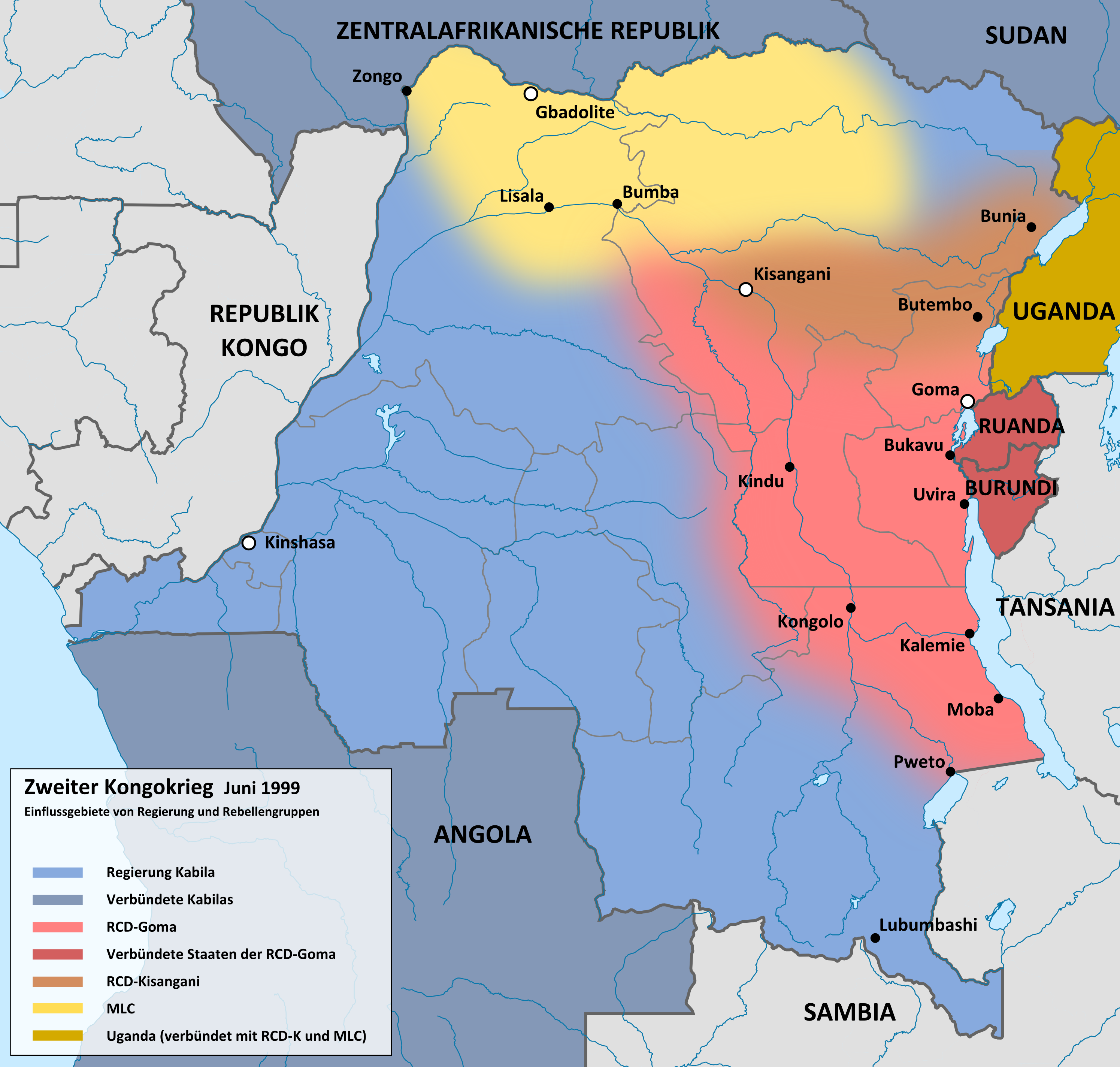
Machtbereiche der drei Rebellengruppen und der Regierung im Juni 1999

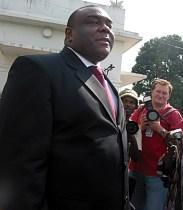
MLC-Gründer Jean-Pierre Bemba (2006).

Am 7. November verkündete Jean-Pierre Bemba die Existenz einer neuen Rebellenorganisation im Norden des Landes, dem Mouvement de Libération du Congo (MLC). Bemba war vor der Installation Kabilas ein Unterstützer und enger Vertrauter Mobutus; sein Vater, Saolona, war unter Mobutu Vorsitzender des zairischen Unternehmerverbandes und einer der reichsten Männer des Landes. In der Tat war das Bündnis auch, anders als von seinen Anführern behauptet, hauptsächlich von ehemaligen Mobutu-Anhängern geprägt. Das MLC erfuhr massive Unterstützung durch Uganda: Bemba selbst wurde in der ugandischen Armee UPDF (Uganda People’s Defence Force) für sein Ansinnen militärisch ausgebildet, ebenso wie die knapp 150 von Uganda rekrutierten kongolesischen Rebellen, die schon einige Wochen vor der öffentlichen Präsentation des MLC trainiert wurden; schließlich war es auch ein UPDF-Kommandeur, der später (Anfang Dezember) nach der Eroberung Lisalas eine große Zahl von enttäuschten RCD-Mitgliedern zum Übertritt in das MLC überzeugen konnte. Bemba selbst hatte aufgrund seiner Stellung unter Mobutu Verbindungen zu exilierten Generälen aus dieser Zeit, verfügte über erhebliche finanzielle Mittel und war in der Bevölkerung beliebt. Am 17. November eroberten die MLC-Rebellen gemeinsam mit den ugandischen UPDF-Soldaten das knapp 300 Kilometer nordöstlich von Kisangani gelegene Bumba, was zu Bembas Rekrutierungsbemühungen beitrug, sodass in den nächsten Tagen über tausend neue Kämpfer gewonnen werden konnten.
Gegen Mitte November mehrten sich Spannungen zwischen Ruanda und Uganda, die sich primär daran entzündeten, dass die – in der Bevölkerung weiterhin chronisch unpopuläre – RCD mit dia Wamba einen ugandischen Protegé an der Spitze hatte. Das Aufkommen des MLC als abermaliges ugandisch angeführtes Unterfangen drohte die Problematik zu verstärken, sodass die RCD-Führung immer wieder den Eindruck erwecken wollte, beim MLC handele es sich lediglich um eine ihr untergeordnete Gruppierung – tatsächlich entsprang die Unterstützung des MLC durch Uganda nach Ansicht einiger Kommentatoren vielmehr dem Bestreben Musevenis, dem von ihm zwar zunächst ideologisch geschätzten, aber erwähntermaßen unpopulären und in seiner militärstrategischen Kompetenz vermeintlich beschränkten dia Wamba eine Alternative beizustellen. Hinzu traten Differenzen im Inneren des RCD. Die heterogene Zusammensetzung des Rebellenbündnisses hatte schon zu Beginn den Preis immer wieder aufflammender widerstreitender Interessenlagen zwischen den beiden beteiligten Staaten. Der RCD spaltete sich unter diesen Differenzen verstärkt in ein Ruanda-nahes Lager und ein Uganda-nahes unter der Führung von dia Wamba; während das Ruanda-nahe sein Operationszentrum weiterhin in Goma unterhielt, verlagerte dia Wambas Anhängerschaft ihr Hauptquartier Anfang 1999 nach Kisangani. Man unterscheidet in Anlehnung an die beiden Städte fortan zwischen der Ruanda-nahen RCD-G und der Uganda-nahen RCD-K.
Ende des Jahres 1998 kontrollierte das MLC große Teile der Provinz Orientale. Die Regierung reagierte mit der Entsendung von Truppenkontingenten, gleichwohl setzten sich die Erfolge des MLC zunächst fort, namentlich unter anderem mit der Eroberung von Lisala und Gemena in der Provinz Équateur, was die Regierungsseite schließlich dazu zwang, Truppen in die Zentralafrikanische Republik auszufliegen, sodass diese vom Norden her die Grenzstädte Zongo und Gbadolite gegen das MLC verteidigen sollten; nichtsdestominder verlor Kabila Zongo an die MLC-Kräfte (und später auch Gbadolite in einer gemeinsamen Aktion von UPDF- und MLC-Truppen) ebenso wie bis Ende Mai 1999 fast die gesamte Provinz Équateur. Der Widerstand war dabei gering; die tschadischen Soldaten, die Kabila in diesem Frontabschnitt unterstützten, flohen meist schnell, und überdies bestand das MLC vor allem aus ehemaligen Mobutu-Anhängern, für die dessen Hochburg, die Provinz Équateur, die Heimat war.

## Waffenstillstands- und Friedensverhandlungen

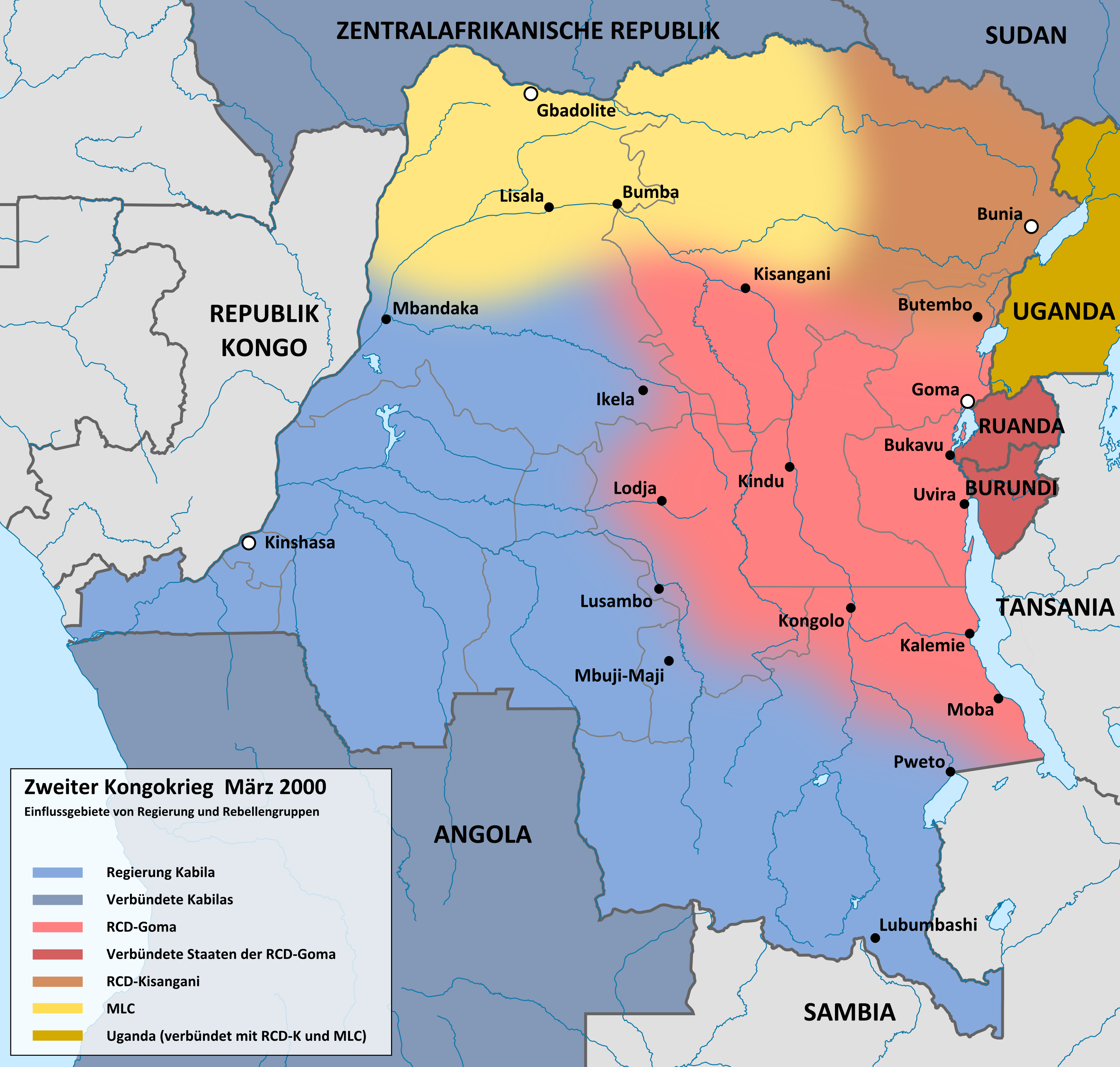
Entwicklung des Krieges bis Anfang 2000, größte Ausdehnung der Rebellengebiete

### Abkommen von Lusaka
Bereits im Oktober 1998 forderte die SADC einen Waffenstillstand, den Abzug aller ausländischen Truppen im Kongo und anschließende Friedensverhandlungen. Im November, beim 20. Franko-afrikanischen Gipfel in Paris erklärten sich Regierung und Rebellen zu Verhandlungen bereit. Schon im Dezember sollten in Lusaka Waffenstillstandsverhandlungen stattfinden, dieser Termin wurde aber mehrmals bis auf Juni 1999 verschoben. Nach zweiwöchigen Verhandlungen wurde am 7. Juli das Waffenstillstandsabkommen von Lusaka unterzeichnet.

Das Abkommen sah folgende Regelungen vor:
- Waffenstillstand binnen 24 Stunden
- Überwachung des Waffenstillstands durch eine Joint Military Commission (JMC) unter UN-Aufsicht
- Rückzug der Truppen von den Fronten binnen 14 Tagen
- Ausarbeitung eines Zeitplans für den Abzug der ausländischen Truppen durch die gemeinsame Kommission
- vorläufige Beibehaltung des Status quo bei der territorialen Aufteilung des Kongo
- neue Verhandlungen binnen 45 Tagen.

Das Abkommen wurde zuerst aber nur von den beteiligten Ländern unterzeichnet, die MLC folgte erst am 1. August, die RCD am 31. August.
Das Abkommen wurde weitgehend ignoriert, auch die ausländischen Truppen blieben im Land. Die JMC konstituierte sich erst im Oktober, die UN-Mission MONUC wurde erst am 30. November beschlossen. Im Februar 2000 erhielt die MONUC zwar ein Mandat zur Gewaltanwendung nach Kapitel 7 der UN-Charta und wurde auf 5537 Mann, davon 3400 Kampfeinheiten aufgestockt. Jedoch waren noch nicht einmal die im Lusaka-Abkommen vorgesehenen Militärbeobachter im Land.

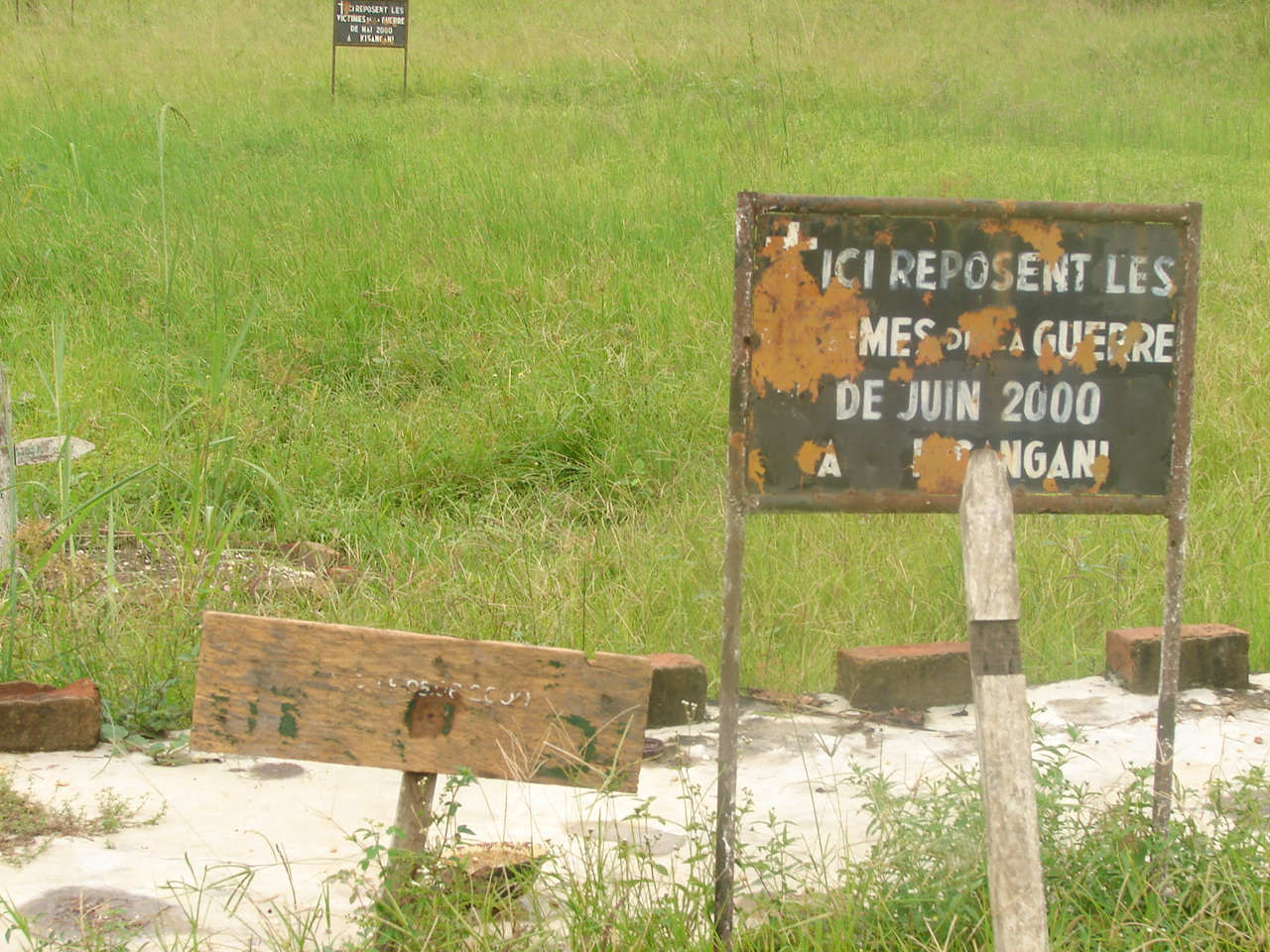
Denkmal für den Sechstagekrieg von Kisangani, 2000

Bereits Anfang November wurde das Waffenstillstandsabkommen von der MLC wieder gekündigt und eine neue Offensive gestartet. Bis Ende Dezember kontrollierte die MLC den gesamten Norden des Landes, bis zur Grenze zur Republik Kongo. Auch der RCD gelang in Kasai ein weiterer Vorstoß nach Westen, wo es erneut zu schweren Kämpfen mit Simbabwern und Namibiern kam. Die von Rebellen kontrollierten Gebiete hatten nun, im März 2000, ihre größte Ausdehnung erreicht.
Das Waffenstillstandsabkommen von Lusaka war nun gescheitert und wurde am 23. August auch von der Regierung aufgekündigt. Die Kämpfe verschärften sich daraufhin wieder, die Rebellen begannen eine neue, erfolgreiche Offensive gegen die Regierung. Für die Regierung in Kinshasa verschärfte sich die Situation zusehends. Es wurde von Verrätern in Militär und Regierung gesprochen, Putschgerüchte kamen auf.
Am 16. Januar 2001 wurde Laurent Kabila unter ungeklärten Umständen in seinem Büro im Kinshasa erschossen. Sein Sohn Joseph Kabila, damals Generalstabschef, wurde, ohne Legitimation, von der Regierung zum Nachfolger ernannt. Die RCD und MLC, die Kabila als Hauptfeind angesehen hatten, boten rasch neue Verhandlungen an.

### Frieden von Pretoria

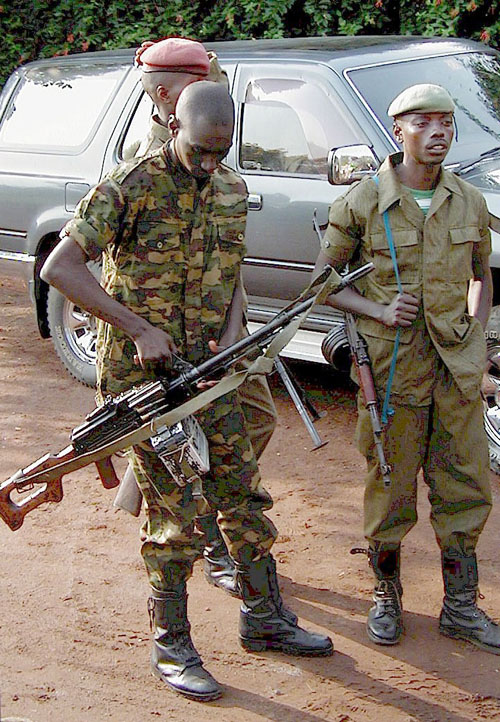
Kongolesische Soldaten, 2001

Tatsächlich flauten die Kämpfe rasch ab, bereits ab Februar zogen beide Seiten Truppen von den Hauptfrontlinien ab. Am 30. April gründeten RCD, MLC, zivilgesellschaftliche Gruppen und die Opposition in Kinshasa die Union des Forces congolaises pour le respect intégral de L'Accord de Lusaka et la tenue du Dialogue inter-congolais (UFAD). Rebellen wie Regierung setzten das Lusaka-Abkommen wieder in Kraft und erklärten sich zu neuen Verhandlungen bereit, außerdem trafen endlich die ersten Soldaten der MONUC im Kongo ein.
Eine erneute Spaltung innerhalb der Rebellen veränderte die Situation erneut, denn die RCD-K, die unter ugandischem Einfluss stand, teilte sich in die RCD-ML und RCD-N auf. Die RCD-ML verbündete sich mit der Zentralregierung in Kinshasa und errichtete ihr Herrschaftsgebiet im Norden der Provinz Nordkivu und Teilen des Distrikts Ituri, die RCD-N blieb Verbündeter Ugandas.
Ein erstes Gipfeltreffen im Oktober 2001 in der äthiopischen Hauptstadt Addis Abeba wurde erfolglos abgebrochen. Unter Vermittlung von Präsident Mbeki begannen im Februar 2001 im südafrikanischen Sun City neue Gespräche über eine Machtteilung im Land. Zunächst bestand die Regierung darauf, dass Kabila bis zu freien Wahlen Präsident bleiben sollte, was die Rebellen ablehnten. Mbeki schlug daraufhin für RCD und MLC je einen Vizepräsidentenposten, dazu einen Premierminister für die Opposition in Kinshasa vor. Zunächst schien eine Einigung möglich, schließlich legten Regierung und MLC aber einen eigenen Vorschlag vor, nachdem Kabila Präsident bleiben und die MLC den Premierminister stellen würde. Die RCD lehnte ab und ließ die Verhandlungen scheitern.
In Kinshasa begab sich nun die dortige Opposition auf die Seite der RCD, gleichzeitig reisten Delegationen der MLC in die Hauptstadt, um sich dort an der Regierung zu beteiligen. Im Sommer 2002 schloss die Regierung Kabila mit Ruanda und Uganda Separatabkommen über einen Truppenabzug aus dem Kongo, ab Oktober zogen auch die angolanischen und simbabwischen Truppen ab.
Neue Verhandlungen zwischen Regierung und Rebellen begannen im Oktober in Pretoria über eine Machtteilung. Am 16. Dezember wurde überraschend der Accord Global et Inclusif abgeschlossen, mutmaßlich unter massivem Druck Mbekis, weil noch einen Tag zuvor alle Seiten kompromisslos auf ihren Forderungen beharrten.

Das Abkommen sah folgende Eckpunkte vor:
- Gründung einer Allparteienregierung aus den Kriegsparteien
- Wiedervereinigung von Land und Armee
- freie Wahlen in zwei, spätestens drei Jahren.

Kabila blieb Präsident, die vier Vizepräsidentenposten wurden von RCD, MLC, Opposition und dem Kabila-Lager besetzt. Das Kabinett bestand aus 26 Ministern und 25 Vizeministern, ein ernanntes Übergangsparlament setzte sich paritätisch aus alter Regierung, MLC, RCD, den RCD-Abspaltungen RCD-ML und RCD-N sowie Opposition, Zivilgesellschaft und Mai-Mai-Milizen zusammen. Am 6. März 2003 wurde eine Übergangsverfassung präsentiert, die am 1. April in Sun City von 366 Delegierten unterzeichnet wurde. Am 7. April wurde Kabila als Übergangspräsident vereidigt, in den folgenden Monaten trafen auch immer mehr UN-Truppen im Land ein. Die neue Regierung nahm am 30. Juni, dem Nationalfeiertag, ihre Arbeit auf.
Mit dem Abkommen von Pretoria wurde zwar der Krieg zwischen RCD, MLC und Regierung beendet, das Land aber nicht befriedet. Im Osten, im Kivu und im Ituri, gingen die bereits seit den 1990er Jahren andauernden Kämpfe zwischen Splittergruppen und lokalen Rebellen weiter. Die Situation im Kivu hatte sich bereits ab 1997 von den Kriegen und Konflikten im übrigen Kongo weitgehend abgekoppelt, die dortigen Rebellengruppen waren in den Friedensverhandlungen nicht beteiligt.

Der bewaffnete Konflikt im Ostkongo dauert bis heute an.

## Beteiligte Staaten

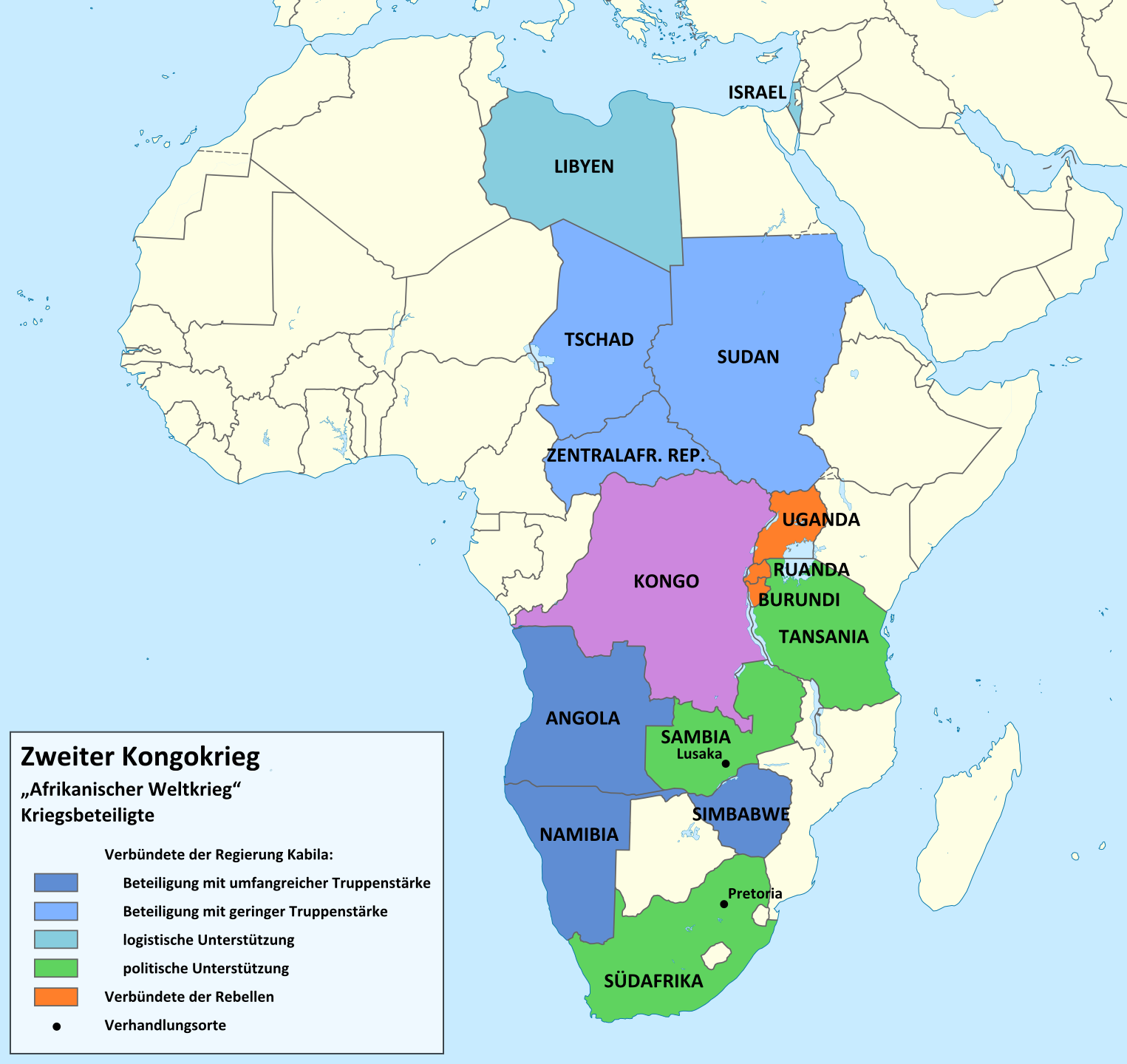
Am Konflikt beteiligte Staaten

Die Beteiligung zahlreicher afrikanische Staaten war maßgeblich für die lange Kriegsdauer verantwortlich, jeder Staat versuchte durch die Kriegsteilnahme eigene Interessen im Kongo oder im eigenen Land durchzusetzen.

### Unterstützer der Regierung
Militärisch beteiligten sich drei Staaten auf Seiten Kabilas, ohne die er sich nicht an der Macht hätte halten können.
- Angola hatte ein Interesse daran, dass der Kongo der UNITA kein Rückzugsgebiet bot. Die kongolesische Regierung sollte daher so abhängig wie möglich von Angola sein, die Stationierung angolanischer Truppen in Kinshasa sorgte dafür, dass die kongolesische Regierung keine Entscheidung gegen den Willen Angolas treffen konnte.
- Namibias Gründe für die Kriegsbeteiligung sind diffuser, das Land versuchte sich außenpolitisch von Südafrika zu emanzipieren.
- Simbabwe sah die Stationierung von Truppen in den Bergbauregionen im Süden des Kongo als eine Möglichkeit, die Kontrolle über die dortigen Minen zu übernehmen. Die simbabwischen Unternehmer Billy Rautenbach und John Bredenkamp, beide enge Verbündete von Präsident Robert Mugabe, beteiligten sich in großem Umfang an den Bergbaubetrieben.[117]

Drei weitere Staaten beteiligten sich in geringerem Umfang:
- Der Sudan unterstützte den Kampf der Regierung Kabila gegen Uganda, weil Uganda wiederum die Rebellen der Sudanesische Volksbefreiungsarmee (SPLA) im Südsudan unterstützt.
- Tschad schickte kurzzeitig Truppen in den Norden des Landes, um ein Übergreifen des Konflikts auf die Zentralafrikanische Republik zu verhindern, die wiederum den Tschad bedroht hätte.
- Die Zentralafrikanische Republik unterstützte die Regierung Kabila kurzzeitig mit einigen hundert Soldaten. Wie im Tschad wurden die Truppen bald wieder abgezogen, weil in beiden Ländern selbst Bürgerkriege stattfanden.

Logistische Unterstützung lieferten:
- Libyen stellte dem Tschad die Flugzeuge zur Verfügung, mit denen dessen Soldaten ins Land geflogen wurden.
- Nordkorea bildete kongolesische Regierungssoldaten aus und erhielt im Gegenzug Uran für sein Atomprogramm.[118][119]
- Israel, zunächst noch auf der Seite der Rebellen, beteiligte sich ebenfalls an der Ausbildung von Regierungssoldaten, gegen die Überstellung eines Drittels der kongolesischen Diamantenproduktion.[120]

Politische Unterstützung kam aus:
- Südafrika, Verbündeter Kabilas im ersten Kongokrieg, war als Vermittler während der Friedensverhandlungen zugunsten der Regierung beteiligt.
- Tansania befürwortete einen Militäreinsatz der SADC zugunsten der Regierung, ein solcher wurde aber nicht durchgeführt.
- Sambia plante, Kabila militärisch zu unterstützen, musste die Pläne wegen einer drohenden Meuterei innerhalb der sambischen Streitkräfte aufgeben.

Die kongolesischen Streitkräfte, die sich ohnehin erst im Aufbau befanden, wurden durch die Rebellion im Osten stark geschwächt. Die Regierung war deshalb auf die Unterstützung irregulärer Verbände angewiesen. Diese Milizen wurden z. T. formal in die Regierungstreitkräfte eingegliedert, wodurch die Zahlenangaben verzerrt sein können.
- Die Ex-FAR/Interahamwe, die Reste der in den Kongo geflohenen Génocidaires, die im ersten Krieg auf Seiten Mobutus gegen die AFDL und Kabila gekämpft hatten, wechselten die Seiten und unterstützten nun die neue kongolesische Regierung.
- Die Regierung warb in kurzer Zeit zehntausende Kämpfer als „Selbstverteidigungsmilizen“ (frz. Forces d’Autodéfense Populaire, FAP) an. Sie bestanden aus perspektivlosen Jugendlichen, Schlägerbanden, z. T auch Mai-Mai-Milizen.
- Im Ostkongo standen Kabila weitere zehntausende Mai-Mai-Kämpfer zur Seite, wobei der Übergang zwischen Mai-Mai und FAP mitunter fließend war.

### Unterstützer der Rebellen
- Ruanda fühlte sich durch Kabila, der sich nun mit der Ex-FAR/Interahamwe verbündet hatte, verraten und versuchte ein zweites Mal, die Regierung in Kinshasa zu stürzen.
- Uganda warf der kongolesischen Regierung vor, ugandische Rebellengruppen zu unterstützen, daneben versuchte Uganda, seinen Einfluss im Grenzgebiet zum verfeindeten Sudan aufrechtzuerhalten.
- Burundi bekämpfte in geringem Maß ebenfalls Hutu-Rebellen im Kongo.

## Kriegsopfer
Belastbare Zahlen zur Zahl der Kriegsopfer gibt es nicht, weite Verbreitung fanden lediglich vage Hochrechnungen der amerikanischen Hilfsorganisation IRC, über die Sterblichkeitsraten im Kongo. Die Aussagekraft dieser Zahlen ist umstritten, es wurde keine Zählung der Kriegstoten vorgenommen, sondern es wurden in lediglich drei Städten mit Umgebung (Kisangani, Bukavu und Moba) Umfragen durchgeführt, bei denen die Befragten die Zahl der seit Kriegsbeginn gestorbenen Haushaltsmitglieder und deren Todesursache angeben sollten. 7339 Befragte berichteten von 606 Todesfällen. Daraus wurde eine Todesrate für die Gesamtbevölkerung ermittelt, diese wurde mit der Todesrate von ganz Subsahara-Afrika (Vergleichswerte aus dem Kongo aus der Zeit vor dem Krieg gab es nicht) verglichen. Die Differenz der beiden Todesraten wurde mit der Bevölkerungszahl des Kongo verrechnet, der dabei errechnete Wert wurde als die Zahl der Kriegsopfer angegeben. Eine erste Hochrechnung für die Zeit von 1998 bis 2000 sprach von 1,7 Mio. Toten, eine genauere Berechnung von 2004 bereits von 3,9 Mio. Toten. Internationale Verbreitung fand die Angabe „über drei Millionen Tote“ für den Krieg von 1998 bis 2003.
Von den genannten Kriegstoten waren nur eine Minderheit von weniger als 10 % tatsächlich Gewaltopfer (Soldaten und Zivilisten). Weit mehr als die Hälfte der Toten sind Opfer von Krankheiten und Unterernährung, nachdem kriegsbedingt die schon zuvor prekäre medizinische Versorgung zusammengebrochen war, gleiches gilt für die Produktion von Nahrungsmitteln.
2008, fünf Jahre nach Kriegsende, wurde erneut eine (wiederum genauere) Hochrechnung durchgeführt die auch die Zahl der Menschen, die nach Kriegsende an den Folgen des Krieges verstarben, abdeckte. Diese Untersuchung sprach von 5,4 Mio. zusätzlichen Toten seit 1998.
Die Genauigkeit der so ermittelten Zahlen ist umstritten. Die wenigen Befragten stammten aus nur drei Städten, die Landbevölkerung blieb damit weitgehend außen vor, und mangels statistischer Daten konnte die Todesrate nicht mit der Vorkriegszeit verglichen werden, sodass man den gesamten Kontinent als Vergleichswert heranzog. Darüber hinaus ist es fraglich, die Opfer von Krankheiten, die die Bevölkerung der Region seit jeher dezimieren, als Kriegsopfer zu betrachten.

## Sozioökonomische Auswirkungen des Krieges

Die von den Rebellenregierungen verwendete Flagge. Sie war von 1963 bis 1966 Nationalflagge des Landes

Im Gegensatz zum ersten Kongokrieg, der nur wenige Monate anhielt und eine rasche Entscheidung zugunsten der Rebellen brachte, entwickelte sich der zweite Krieg, aufgrund der Intervention weiterer Staaten, zu einem langwierigen Stellungskrieg. Dies hatte zur Folge, dass das Staatsgebiet über Jahre hinweg in mehrere Machtbereiche mit eigenen Regierungen aufgespalten wurde. Reisen zwischen den Machtbereichen waren nur auf dem Luftweg möglich, was für den Großteil der Bevölkerung unerschwinglich war. Für weite Teile des Landes bedeutete dies die völlige Isolation von der Außenwelt.
Die Finanzierung des Krieges stellte nach zwei Jahrzehnten wirtschaftlichen Niedergangs für alle Kriegsparteien vor erhebliche Schwierigkeiten, deren Haupteinnahmequelle stellte der Export von Rohstoffen dar. Der Krieg und seine sozioökonomischen Auswirkungen, eine „humanitäre Katastrophe ungeheuren Ausmaßes“, zogen kaum internationale Aufmerksamkeit auf sich.

### Wirtschaftliche Auswirkungen
Die verfallene Infrastruktur und die permanente Gefahr von Überfällen machten Überlandreisen unmöglich, dadurch kam der innerkongolesische Handel zum Erliegen. Auf dem Kongo, dem wichtigsten noch bestehenden Verkehrsweg, war jahrelang kein Schiffsverkehr zwischen den verschiedenen Machtbereichen möglich. Die isolierten Dörfer waren von den städtischen Märkten abgeschnitten, während es in den Städten an Nahrungsmitteln mangelte. In Kinshasa vervierfachten sich die Nahrungsmittelpreise innerhalb eines Jahres.
Die Verarmung der Bevölkerung verschärfte sich weiter, eine Untersuchung der kongolesischen Regierung von 2006, also bereits drei Jahre nach Kriegsende, ergab folgende Zahlen: 76 % der Bevölkerung konnten ihre Kinder nicht zur Schule schicken, 79 % waren unterernährt, 81 % hatten keinen ausreichenden Wohnraum und 82 % keinen Zugang zu medizinischer Versorgung. Insgesamt 71 % der Bevölkerung lebten in absoluter Armut (in der ärmsten Provinz Équateur sogar 85 %) und mindestens 11 % der Kinder sterben vor ihrem 5. Geburtstag, 12 % vor ihrem 1. Geburtstag. Hilfsorganisationen zufolge waren im Jahr 2000 31 % der Bewohner Kinshasa chronisch unterernährt, nur 10 % konnten sich drei Mahlzeiten täglich leisten. 2003 lag die durchschnittliche Nahrungsaufnahme der Bevölkerung bei 1300 Kilokalorien am Tag. Das Gesundheitssystem war weitgehend zerstört, angeblich starben jährlich 500.000 Menschen an Malaria, mehr als ein Drittel davon Kinder unter fünf Jahren.
Internationale Hilfe kam nur spärlich an. Sie beschränkte sich anfangs hauptsächlich auf Kinshasa, erst ab 2001 erreichte sie auch die eigentlichen Kriegsgebiete im Osten.

### Landflucht und Binnenvertreibung

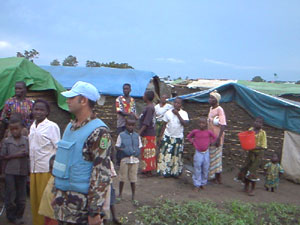
Binnenvertriebene in Bunia, 2004

Die ständige Gefahr von Übergriffen sowohl von Rebellen als auch von Regierungssoldaten führte zu millionenfacher Flucht der Bevölkerung aus den Dörfern in die Städte, manchmal auch von den Dörfern in den Wald. Die UNO schätzte die Zahl der Binnenflüchtlinge zwischen einer und zwei Millionen, mit starken Schwankungen. Besonders der Kivu war davon betroffen, die Einwohnerzahl der Städte hatte sich hier in wenigen Jahren vervierfacht. Mit steigenden Flüchtlingszahlen verschlechterte sich die soziale Situation in den Städten, die ohnehin kaum noch existenten sozialen Dienste und die Infrastruktur waren völlig überlastet, der einzige Vorteil des Lebens in der Stadt war, bedingt durch die große Zahl an Menschen, eine bessere Sicherheit gegenüber Gewaltakten seitens Rebellen oder Regierungssoldaten.

### Kriegsfinanzierung
Die Kriegsfinanzierung wurde zunächst sowohl für die Regierung, als auch für die Rebellen durch Maßnahmen wie die Beschlagnahme der Geldbestände lokaler Banken bzw. der Lager von Firmen, die Erhebung zahlreicher neuer Abgaben oder Monopole auf Produkte oder Dienstleistungen gesichert. Derartige Maßnahme erbrachten nicht die erforderlichen Summen, alle Kriegsparteien befanden sich stets am Rande der Zahlungsunfähigkeit. Im Laufe der Zeit mussten die Einnahmen anderweitig organisiert werden und als Grundlage der Kriegsfinanzierung entwickelte sich rasch der Export von Bergbauprodukten. Bereits die AFDL finanzierten den ersten Kongokrieg mit der Vergabe von Bergbaukonzessionen an ausländische Investoren, noch bevor sie die Gebiete erobert hatten, und ohne dass sie dazu berechtigt gewesen wären. Nach Kriegsende wären umfangreiche Investitionen erforderlich gewesen, um die technisch veralteten und zu großen Teilen auch nicht mehr funktionsfähigen Anlagen wieder instand zu setzen. Diese blieben aber zumeist aus, vor allem wegen der unverändert hohen Korruption beteiligten sich kaum ausländische Firmen im Bergbausektor bzw. führten diese ihre Einnahmen nicht an den Staat ab. Fehlende Förderanlagen für industriellen Bergbau sorgten dafür, dass die Bewohner der Bergbaugebiete zunehmend zum Kleinbergbau übergingen. Die Besteuerung der Mineralienexporte stellte die hauptsächliche Finanzierung des Krieges dar, obwohl zahlreiche Versuche, den Handel mit Bergbauprodukten zu monopolisieren, immer wieder fehlschlugen. Die Regierung finanzierte sich vor allem durch Diamanten aus Kasai und Kupfer aus Katanga, unter Beteiligung simbabwischer Firmen. In den Rebellengebieten im Osten des Landes wurde vor allem Coltan und Gold aus Kivu und Ituri über die mit den Rebellen verbündeten Staaten Ruanda und Uganda exportiert, ugandische und ruandische Firmen und Milizen waren maßgeblich daran beteiligt. Es wird behauptet, dass zeitweise bis zu 70 % der Coltanvorkommen in Kivu von Ruanda kontrolliert und ausgebeutet wurden.
Die Finanzierung des Krieges durch den Export von Rohstoffen wurde von Nichtregierungsorganisationen und der internationalen Presse häufig als Plünderung der Naturreichtümer des Kongo durch Warlords, Nachbarstaaten und internationale Konzerne beschrieben, die Käufer der Rohstoffe hätten erheblich zur langen Kriegsdauer beigetragen. Eine wirkliche Ausbeutung der Rohstoffquellen durch die Kriegsparteien fand jedoch nie statt, es gab keine Formen von Zwangsarbeit noch wurden der Bevölkerung Kontributionen abgepresst. Kleinbergbau stellte nach zwei Jahrzehnten wirtschaftlichen Niedergangs unabhängig vom Kriegsgeschehen für die Bevölkerung vielfach die einzige Möglichkeit dar, den Lebensunterhalt zu erwirtschaften. Der Kleinbergbau bedeutete für die Schürfer jedoch zumeist eine gewisse Einkommenssicherheit und bedeutete manchmal sogar einen nennenswerten Einkommenszuwachs.